# Nice Dreams
Nice Dreams é um filme estadunidense de 1981, produzido pela Columbia Pictures e dirigido por Tommy Chong.
Terceiro filme da dupla Cheech and Chong, tem a participação especial de Timothy Leary — professor de psicologia da Universidade de Harvard e um dos maiores defensores do uso de LSD. 